# Michael S. Barr
Michael S. Barr, född 1965 eller 1966, är en amerikansk jurist, statstjänsteman, professor och dekanus.
Han är vice ordförande (vice centralbankschef) för tillsyn av det amerikanska centralbankssystemet Federal Reserve System sedan den 19 juli 2022, en position som har stått vakant sedan den 2 december 2021 när Randal K. Quarles avgick.
Barr inledde sin arbetskarriär med att arbeta som jurist för distriktdomaren Pierre N. Leval och domaren i USA:s högsta domstol, David Souter. Han började senare arbeta för USA:s finansdepartement och var speciell assistent till USA:s finansminister och ställföreträdande assisterande finansminister. Efter det var Barr speciell rådgivare till USA:s 42:a president Bill Clinton (D) samt i rådgivande roller för Policy Planning Staff vid USA:s utrikesdepartement. Efteråt arbetade han för universitetet University of Michigan, där han var professor i finansiell reglering och tillsyn samt internationell finans vid University of Michigan Law School samt dekanus för universitetets fakultet rörande public policy.
Han avlade kandidatexamen i historia vid Yale University; juristexamen vid Yale Law School samt en examen i internationella relationer vid Oxfords universitet.